# Весник, Моисей Ильич
Моисей Ильич Весник (отчество при рождении — Эля-Лейзерович; 3 [16] февраля 1906, Минск — 1973, Москва) — советский инженер и учёный в области машиностроения.

## Биография
Родился 3 (16) февраля 1906 года в еврейской купеческой семье. Отец, Эля-Лейзер (Илья) Абрамович Весник (1862—?), был сыном купца первой гильдии и, как и вся семья, занимался торговлей тканями; мать — Рахиль Абрам-Ициковна Весник (урождённая Этман, 1865, Ковно — ?, Москва). Родители сочетались браком 2 января 1886 года в Ковно. Дед и бабушка М. И. Весника со стороны отца — купец первой гильдии Абрам Янкелевич Весник и Гинда Абрамовна Весник (1844—?) — владели текстильными мануфактурами в Минске, Пинске и позже в Санкт-Петербурге. Им принадлежало имение на Курасовщине. Семья жила в Минске в собственном доме на улице Петропавловской, 8.
В послевоенные годы был научным сотрудником Государственного союзного института Оргтяжмаш (с 1956 года — Всесоюзный проектно-технологический институт тяжёлого машиностроения).
Автор научных трудов в области организации машиностроительного производства и внутризаводского планирования, в том числе нескольких монографий и двух справочников — «Организация социалистических сельскохозяйственных предприятий» (1941) и «Нормирование расхода материалов в машиностроении» (в 2-х тт, 1961).
Похоронен на Донском кладбище в Москве, в одной нише с матерью.

## Семья
- Брат — участник гражданской войны и организатор металлургической промышленности Яков Ильич Весник, был репрессирован.
  - Племянник — народный артист СССР Евгений Весник.

## Публикации
- Весник М. И. Типовая система организации технического контроля на заводах МТМ. — М.: Министерство тяжёлого машиностроения, Государственный союзный институт Оргтяжмаш, 1950. — 218 с.
- Весник М. И. Контроль качества внешних поставок на машиностроительном заводе: основные и вспомогательные материалы. — М.: Машгиз, 1952. — 68 с.
- Весник М. И. Требования к сортаменту профилей проката с целью экономии металла в транспортном машиностроении. — М.: Профиздат, 1955.
- Весник М. И. с соавторами. Организация социалистических сельскохозяйственных предприятий. — справочник. — М.: Сельхозгиз, 1941. — 439 с.
- Нормирование расхода материалов на заводах транспортного машиностроения. — 1958.
- Нормирование расхода материалов в машиностроении / в 2-х тт, с соавторами. — М.: Машгиз, 1961. — 583 с.